# Greenland Square Zifeng Tower
Nanjing Greenland Financial Center (Chineza: 南京紫峰大厦) este un zgarie-nor foarte inalt (450 de metri) situat in Nanjing, China.